# Taça de Portugal de 2015–16
A Taça de Portugal de 2015–16 (conhecida por Taça de Portugal Placard de 2015-16 por motivos de patrocínio) foi a 76ª edição da Taça de Portugal. Foi disputada por 155 equipas dos 3 campeonatos nacionais, mais 40 representantes dos Campeonatos Distritais.
O vencedor da Taça de Portugal foi o SC Braga, que conquistou o direito a participar na fase de grupos da Liga Europa de 2016–17.
O Sporting, detentor do troféu conquistado na temporada anterior, foi eliminado nos Oitavos-de-final após perder com o SC Braga por 4–3, após prolongamento.

## Formato
Para esta edição foram introduzidas algumas alterações, tendo sido alargado o número de participantes vindos dos Distritais, a introdução da repescagem por sorteio de equipa derrotas acabando-se com clubes isentos, e a obrigatoriedade de os clubes das Ligas profissionais terem de disputar a primeira eliminatória em que participam contra equipas de divisões inferiores e na condição de visitantes.
Tal como nas edições anteriores, a competição foi disputada em 7 eliminatórias sucessivas até à Final. Os 78 clubes participantes do Campeonato de Portugal e os 40 representantes dos Distritais participam na 1ª Eliminatória. Na 2ª eliminatória, os participantes da Segunda Liga juntam-se aos apurados da 1ª eliminatória. Na 3ª eliminatória, os participantes da Primeira Liga juntam-se aos apurados da 2ª eliminatória.
As meias finais são disputadas a duas mãos, ao contrário das restantes eliminatórias disputadas num único jogo (com recurso a prolongamento e desempate por grandes penalidades, se necessário). A final é disputada em terreno neutro, no Estádio Nacional do Jamor em Oeiras.
| Eliminatória     | Equipas ainda em prova | Participam nesta eliminatória | Vencedores el. anterior | Novas entradas | Liga                                                    |
| ---------------- | ---------------------- | ----------------------------- | ----------------------- | -------------- | ------------------------------------------------------- |
| 1ª Eliminatória  | 155                    | 118                           | -                       | 118            | Campeonato de Portugal 40 representantes dos Distritais |
| 2ª Eliminatória  | 110                    | 92                            | 73                      | 19             | Segunda Liga                                            |
| 3ª Eliminatória  | 64                     | 64                            | 46                      | 18             | Primeira Liga                                           |
| 4ª Eliminatória  | 32                     | 32                            | 32                      | -              | -                                                       |
| Oitavos-de-Final | 16                     | 16                            | 16                      | -              | -                                                       |
| Quartos-de-Final | 8                      | 8                             | 8                       | -              | -                                                       |
| Meias-Finais     | 4                      | 4                             | 4                       | -              | -                                                       |
| Final            | 2                      | 2                             | 2                       | -              | -                                                       |

## 1ª Eliminatória
Nesta eliminatória participam os clubes do Campeonato de Portugal de 2015–16 (exceptuando equipas de reservas), num total de 78 e 40 representantes dos Campeonatos Distritais (vencedores das Taças e vice-campeões).
As equipas foram divididas em oito grupos de 14 ou 16 equipas, de acordo com critérios geográficos. Os jogos foram disputados a 5, 6, 16 e 23 de setembro de 2015.
| I Liga  | II Liga | CP      | Distritais | Total     |
| ------- | ------- | ------- | ---------- | --------- |
| 18 / 18 | 19 / 19 | 78 / 78 | 40 / 40    | 155 / 155 |

Série A
| Visitado           | Div | Res            | Div | Visitante          |
| ------------------ | --- | -------------- | --- | ------------------ |
| Torcatense         | CP  | 3–3 (3-4 g.p.) | D   | Maria da Fonte     |
| Atlético dos Arcos | D   | 0–0 (3-2 g.p.) | CP  | Limianos           |
| Vianense           | CP  | 1–0            | CP  | Neves              |
| Montalegre         | D   | 1–0 (a.p.)     | D   | Vitorino dos Piães |
| Pontassolense      | D   | 0–4            | CP  | Argozelo           |
| Vilaverdense       | CP  | 1–2            | CP  | Bragança           |
| Camacha            | CP  | 2–1            | CP  | Pedras Salgadas    |
| Águia Vimioso      | D   | 3–3 (2-4 g.p.) | D   | Amares             |

Série B
| Visitado      | Div | Res            | Div | Visitante       |
| ------------- | --- | -------------- | --- | --------------- |
| Fafe          | CP  | 1–0            | CP  | Vizela          |
| São Martinho  | CP  | 2–0            | CP  | Arões           |
| Mondinense    | CP  | 3–2            | CP  | Mirandela       |
| Tirsense      | CP  | 0–0 (4-2 g.p.) | CP  | Felgueiras 1932 |
| Vila Real     | CP  | 2–3 (a.p.)     | CP  | Amarante        |
| Pedras Rubras | CP  | 1–0            | CP  | AD Oliveirense  |
| Trofense      | CP  | 1–0            | CP  | CD Sobrado      |

Série C
| Visitado                  | Div | Res        | Div | Visitante            |
| ------------------------- | --- | ---------- | --- | -------------------- |
| AD Sanjoanense            | CP  | 4–1        | CP  | Sousense             |
| Gondomar                  | CP  | 2–1        | CP  | Coimbrões            |
| Sporting Clube de Bustelo | CP  | 0–1        | CP  | Lusitânia Lourosa    |
| Cinfães                   | CP  | 0–1        | CP  | Salgueiros 08        |
| Régua                     | D   | 1–3        | D   | SC Rio Tinto         |
| São Roque                 | D   | 1–2        | D   | GD Torre de Moncorvo |
| Oliveira do Douro         | D   | 4–3 (a.p.) | CP  | Cesarense            |

Série D
| Visitado                 | Div | Res        | Div | Visitante       |
| ------------------------ | --- | ---------- | --- | --------------- |
| Lusitano de Vildemoinhos | CP  | 2–0        | CP  | Gafanha         |
| Estarreja                | CP  | 5–2 (a.p.) | D   | Carregal do Sal |
| Tourizense               | CP  | 1–2        | CP  | Oliv. Hospital  |
| GD Oliveira de Frades    | CP  | 4–0        | D   | Manteigas       |
| Penalva do Castelo       | D   | 2–3 (a.p.) | CP  | Mortágua        |
| Recreio Águeda           | D   | 4–0        | D   | GD Trancoso     |
| Anadia                   | CP  | 5–3        | CP  | SC Sabugal      |

Série E
| Visitado             | Div | Res | Div | Visitante                 |
| -------------------- | --- | --- | --- | ------------------------- |
| Angrense             | CP  | 2–1 | CP  | Academica / Sf            |
| Rabo de Peixe        | D   | 1–4 | D   | União FC                  |
| Pampilhosa           | CP  | 7–0 | D   | Estação                   |
| Praiense             | CP  | 7–0 | D   | Mira Mar                  |
| Nogueirense          | CP  | 2–4 | CP  | Naval                     |
| Ideal                | CP  | 3–0 | D   | Vigor Mocidade            |
| GD Águias do Moradal | D   | 6–1 | CP  | Fayal                     |
| CD Alcains           | D   | 0–1 | CP  | Clube Operário Desportivo |

Série F
| Visitado               | Div | Res        | Div | Visitante              |
| ---------------------- | --- | ---------- | --- | ---------------------- |
| Vit. Sernache          | CP  | 1–2 (a.p.) | CP  | FC Crato               |
| Alcanenense            | CP  | 2–1        | CP  | Eléctrico              |
| Peniche                | CP  | 1–2        | CP  | Caldas                 |
| Benfica Castelo Branco | CP  | 9–0        | D   | CD Amiense             |
| Leiria e Marrazes      | D   | 0–1        | D   | Ginásio Clube Alcobaça |
| União de Tomar         | D   | 0–7        | CP  | União de Leiria        |
| Sertanense             | CP  | 4–0        | D   | Gavionenses            |

Série G
| Visitado        | Div | Res | Div | Visitante         |
| --------------- | --- | --- | --- | ----------------- |
| Alcochetense    | D   | 0–1 | CP  | Loures            |
| Real SC         | CP  | 3–1 | CP  | Sintrense         |
| Cova da Piedade | CP  | 1–0 | CP  | Torreense         |
| Casa Pia        | CP  | 1–3 | D   | UD Vilafranquense |
| At. Malveira    | CP  | 5–2 | CP  | FC Barreirense    |
| Mosteirense     | D   | 1–4 | CP  | 1º de Dezembro    |
| Redondense      | D   | 0–2 | CP  | Sacavenense       |
| GD Coruchense   | CP  | 2–1 | D   | Povoense          |

Série H
| Visitado           | Div | Res            | Div | Visitante            |
| ------------------ | --- | -------------- | --- | -------------------- |
| Pinhalnovense      | CP  | 2–0            | CP  | Atlético Sport Clube |
| Almancilense       | CP  | 0–1            | CP  | Moura                |
| Praia de Milfontes | D   | 2–3            | D   | Viana Alentejo       |
| GD Lagoa           | D   | 1–1 (4-3 g.p.) | D   | Amora                |
| Juventude SC       | CP  | 0–5            | CP  | Louletano            |
| FC Castrense       | CP  | 2–0            | D   | CF Vasco da Gama     |
| Lusitano VRSA      | CP  | 2–0            | D   | Moncarapachense      |

## 2ª Eliminatória
Um total de 92 equipas participaram nesta eliminatória, que compreende os 59 vencedores da eliminatória anterior, e as 19 equipas da Segunda Liga de 2015–16 (II) (não participam as equipas de reservas) e 14 equipas sorteados aleatoriamente entre os derrotados da primeira eliminatória (repescagem). O sorteio teve lugar no dia 14 de setembro de 2015. As partidas foram disputadas a 26-27 de setembro e 8 de outubro de 2015. De acordo com os novos regulamentos da competição, as equipas da Segunda Liga disputaram as suas partidas como visitantes contra equipas de divisões inferiores.
| I Liga  | II Liga | CP      | Distritais | Total     |
| ------- | ------- | ------- | ---------- | --------- |
| 18 / 18 | 19 / 19 | 53 / 78 | 20 / 40    | 110 / 155 |

Repescagem

Os seguinte 14 equipas foram repescadas da primeira eliminatória:
- Alcochetense (D)
- Almancilense (CP)
- CD Amiense (D)
- Sporting Clube de Bustelo (CP)
- Casa Pia (CP)
- Coimbrões (CP)
- Gafanha (CP)
- Leiria e Marrazes (D)
- Limianos (CP)
- Manteigas (D)
- Mosteirense (D)
- SC Sabugal (CP)
- São Roque (D)
- Vitorino dos Piães (D)

| Dia do jogo    | Visitado                  | Div | Res                   | Div | Visitante                 |
| -------------- | ------------------------- | --- | --------------------- | --- | ------------------------- |
| 26 de setembro | União de Leiria           | CP  | 0–0 (3-4 g.p.)        | II  | GD Chaves                 |
| 26 de setembro | SC Sabugal                | CP  | 0–2                   | II  | Feirense                  |
| 26 de setembro | Viana Alentejo            | D   | 1–2                   | CP  | Naval                     |
| 26 de setembro | Moura                     | CP  | 1–2 (a.p.)            | CP  | Angrense                  |
| 26 de setembro | Trofense                  | CP  | 2–2 (a.p.) (4-3 g.p.) | II  | Atlético CP               |
| 27 de setembro | Louletano                 | CP  | 2–1                   | II  | Freamunde                 |
| 27 de setembro | GD Coruchense             | CP  | 0–0 (4-3 g.p.)        | II  | Oliveirense               |
| 27 de setembro | GD Lagoa                  | D   | 0–3                   | II  | FC Penafiel               |
| 27 de setembro | Pinhalnovense             | CP  | 0–2 (a.p.)            | II  | Leixões                   |
| 27 de setembro | Recreio Águeda            | D   | 0–2                   | II  | Académico de Viseu        |
| 27 de setembro | Limianos                  | CP  | 0–1                   | II  | Clube Desportivo das Aves |
| 27 de setembro | CD Amiense                | D   | 0–1                   | II  | Portimonense              |
| 27 de setembro | Real SC                   | CP  | 1–3                   | II  | Oriental                  |
| 27 de setembro | Almancilense              | CP  | 0–2                   | II  | Olhanense                 |
| 27 de setembro | Pampilhosa                | CP  | 1–0                   | II  | CD Mafra                  |
| 27 de setembro | Oliveira do Douro         | D   | 3–5                   | II  | Gil Vicente FC            |
| 27 de setembro | Maria da Fonte            | D   | 0–2                   | II  | Varzim SC                 |
| 27 de setembro | Oliv. Hospital            | CP  | 3–4 (a.p.)            | II  | Farense                   |
| 27 de setembro | Alcanenense               | CP  | 2–2 (4-3 g.p.)        | II  | Covilhã                   |
| 27 de setembro | FC Castrense              | CP  | 0–5                   | II  | FC Famalicão              |
| 27 de setembro | Sacavenense               | CP  | 0–3                   | CP  | At. Malveira              |
| 27 de setembro | GD Águias do Moradal      | CP  | 1–2                   | CP  | Salgueiros 08             |
| 27 de setembro | 1º de Dezembro            | CP  | 2–3 (a.p.)            | CP  | AD Sanjoanense            |
| 27 de setembro | Amares                    | D   | 1–2 (a.p.)            | CP  | Clube Operário Desportivo |
| 27 de setembro | UD Vilafranquense         | D   | 8–1                   | D   | Manteigas                 |
| 27 de setembro | Praiense                  | CP  | 4–0                   | D   | Montalegre                |
| 27 de setembro | Leiria e Marrazes         | D   | 3–2 (a.p.)            | CP  | Mondinense                |
| 27 de setembro | Atlético dos Arcos        | D   | 2–0 (a.p.)            | D   | Alcochetense              |
| 27 de setembro | Vitorino dos Piães        | D   | 0–1                   | D   | GD Torre de Moncorvo      |
| 27 de setembro | Mortágua                  | CP  | 1–2                   | D   | SC Rio Tinto              |
| 27 de setembro | Cova da Piedade           | CP  | 2–1                   | CP  | Lusitano VRSA             |
| 27 de setembro | FC Crato                  | CP  | 0–2 (a.p.)            | CP  | Loures                    |
| 27 de setembro | Amarante                  | CP  | 8–0                   | D   | São Roque                 |
| 27 de setembro | Gafanha                   | CP  | 1–2 (a.p.)            | CP  | Fafe                      |
| 27 de setembro | São Martinho              | CP  | 0–1                   | CP  | Benfica Castelo Branco    |
| 27 de setembro | Caldas                    | CP  | 2–1                   | CP  | Tirsense                  |
| 27 de setembro | Argozelo                  | CP  | 1–3                   | CP  | Sertanense                |
| 27 de setembro | GD Oliveira de Frades     | CP  | 0–1 (a.p.)            | CP  | Coimbrões                 |
| 27 de setembro | Ideal                     | CP  | 0–2                   | D   | Mosteirense               |
| 27 de setembro | Uniao FC                  | D   | 3–1                   | CP  | Camacha                   |
| 27 de setembro | Ginásio Clube Alcobaça    | D   | 0–5                   | CP  | Casa Pia                  |
| 27 de setembro | Estarreja                 | CP  | 1–2                   | CP  | Lusitânia Lourosa         |
| 27 de setembro | Gondomar                  | CP  | 3–1                   | CP  | Anadia                    |
| 27 de setembro | Bragança                  | CP  | 4–1                   | CP  | Lusitano de Vildemoinhos  |
| 27 de setembro | Sporting Clube de Bustelo | CP  | 2–2 (a.p.) (2-4 g.p.) | CP  | Vianense                  |
| 08 de outubro  | Pedras Rubras             | CP  | 0–0 (6-7 g.p.)        | II  | Santa Clara               |

## 3ª Eliminatória
Um total de 64 equipas participaram nesta eliminatória, que incluiu os 46 vencedores da eliminatória anterior e as 18 equipas que competem na Primeira Liga de 2015–16 (I). O sorteio realizou-se a 1 de outubro de 2015. Os jogos foram disputados entre 16 e 18 outubro de 2015. À semelhança do que ocorreu com as equipas de Segunda Liga na eliminatória anterior, as equipas da Primeira Liga Sagres disputaram as suas partidas como visitantes contra equipas de divisões inferiores.
| I Liga  | II Liga | CP      | Distritais | Total    |
| ------- | ------- | ------- | ---------- | -------- |
| 18 / 18 | 14 / 19 | 25 / 78 | 7 / 40     | 64 / 155 |

| Dia do jogo   | Visitado           | Div | Res            | Div | Visitante            |
| ------------- | ------------------ | --- | -------------- | --- | -------------------- |
| 16 de outubro | Vianense           | CP  | 1–2            | I   | SL Benfica           |
| 17 de outubro | Casa Pia           | CP  | 3–1            | II  | Oriental             |
| 17 de outubro | Olhanense          | II  | 0–1            | I   | Belenenses           |
| 17 de outubro | Trofense           | CP  | 1–0            | II  | Santa Clara          |
| 17 de outubro | Louletano          | CP  | 0–5            | II  | GD Chaves            |
| 17 de outubro | FC Famalicão       | II  | 1–1 (4-5 g.p.) | II  | Feirense             |
| 17 de outubro | Desp. Aves         | II  | 3–2 (a.p.)     | I   | Moreirense           |
| 17 de outubro | UD Vilafranquense  | D   | 0–4            | I   | Sporting CP          |
| 17 de outubro | Académico de Viseu | II  | 0–3            | I   | SC Braga             |
| 17 de outubro | GD Coruchense      | CP  | 0–2            | I   | Vitória de Setúbal   |
| 17 de outubro | Varzim SC          | II  | 0–2            | I   | FC Porto             |
| 18 de outubro | Gondomar           | CP  | 0–1 (a.p.)     | I   | Estoril              |
| 18 de outubro | Coimbrões          | CP  | 2–3            | CP  | Fafe                 |
| 18 de outubro | Cova da Piedade    | CP  | 4–3            | CP  | Alcanenense          |
| 18 de outubro | Angrense           | CP  | 4–1            | D   | GD Torre de Moncorvo |
| 18 de outubro | Atlético dos Arcos | D   | 0–3            | CP  | Caldas               |
| 18 de outubro | Pampilhosa         | CP  | 0–5            | II  | Portimonense         |
| 18 de outubro | Loures             | CP  | 1–2 (a.p.)     | I   | Boavista FC          |
| 18 de outubro | União FC           | D   | 0–3            | I   | Rio Ave              |
| 18 de outubro | Leixões            | II  | 1–2 (a.p.)     | I   | Arouca               |
| 18 de outubro | Gil Vicente FC     | II  | 2–1            | I   | Tondela              |
| 18 de outubro | AD Sanjoanense     | CP  | 1–5            | I   | Académica            |
| 18 de outubro | Naval              | CP  | 1–7            | I   | Paços de Ferreira    |
| 18 de outubro | Mosteirense        | D   | 0–6            | I   | Nacional             |
| 18 de outubro | Sertanense         | CP  | 1–5            | I   | União da Madeira     |
| 18 de outubro | Lusitânia Lourosa  | CP  | 0–2 (a.p.)     | I   | Marítimo             |
| 18 de outubro | Operário           | CP  | 1–0            | CP  | Salgueiros 08        |
| 18 de outubro | Farense            | II  | 1–0            | D   | SC Rio Tinto         |
| 18 de outubro | Amarante           | CP  | 2–2 (3-2 g.p.) | CP  | Bragança             |
| 18 de outubro | At. Malveira       | CP  | 3–0            | CP  | Praiense             |
| 18 de outubro | Leiria e Marrazes  | D   | 1–5            | CP  | Benf. Castelo Branco |
| 18 de outubro | FC Penafiel        | II  | 2–0            | I   | Vitória de Guimarães |

## 4ª Eliminatória
Participam nesta eliminatória as 32 equipas apuradas da eliminatória anterior. O sorteio teve lugar no dia 23 de outubro de 2015, sem qualquer restrição. Os jogos foram disputados entre 20 e 22 de novembro 2015.
| I Liga  | II Liga | CP      | Distritais | Total    |
| ------- | ------- | ------- | ---------- | -------- |
| 15 / 18 | 7 / 19  | 10 / 78 | 0 / 40     | 32 / 155 |

| Dia do jogo    | Visitado                  | Div | Res            | Div | Visitante                 |
| -------------- | ------------------------- | --- | -------------- | --- | ------------------------- |
| 20 de novembro | Portimonense              | II  | 3–2            | I   | Belenenses                |
| 21 de novembro | At. Malveira              | CP  | 0–1            | II  | Feirense                  |
| 21 de novembro | Trofense                  | CP  | 0–0 (1-4 g.p.) | I   | Académica                 |
| 21 de novembro | Benfica Castelo Branco    | CP  | 1–3            | II  | Gil Vicente FC            |
| 21 de novembro | Arouca                    | I   | 0–0 (6-5 g.p.) | II  | GD Chaves                 |
| 21 de novembro | Angrense                  | CP  | 0–2            | I   | FC Porto                  |
| 21 de novembro | Sporting CP               | I   | 2–1 (a.p.)     | I   | SL Benfica                |
| 22 de novembro | Fafe                      | CP  | 1–1 (1-3 g.p.) | II  | FC Penafiel               |
| 22 de novembro | Casa Pia                  | CP  | 0–1            | I   | Vitória de Setúbal        |
| 22 de novembro | Nacional                  | I   | 5–0            | CP  | Cova da Piedade           |
| 22 de novembro | Clube Desportivo das Aves | II  | 3–3 (5-4 g.p.) | I   | União da Madeira          |
| 22 de novembro | Boavista FC               | I   | 1–0            | CP  | Clube Operário Desportivo |
| 22 de novembro | Caldas                    | CP  | 0–1            | I   | Estoril                   |
| 22 de novembro | Amarante                  | CP  | 1–0            | I   | Marítimo                  |
| 22 de novembro | Farense                   | II  | 0–1 (a.p.)     | I   | SC Braga                  |
| 22 de novembro | Paços de Ferreira         | I   | 1–2            | I   | Rio Ave                   |

## Oitavos-de-Final
Participaram nesta eliminatória as 16 equipas apuradas da eliminatória anterior. O sorteio teve lugar no dia 26 de novembro de 2015, sem qualquer restrição. Os jogos foram disputados entre 15 e 17 de dezembro de 2015.
| I Liga  | II Liga | CP     | Distritais | Total    |
| ------- | ------- | ------ | ---------- | -------- |
| 10 / 18 | 5 / 19  | 1 / 78 | 0 / 40     | 16 / 155 |

| Dia do jogo    | Visitado                  | Div | Res            | Div | Visitante    |
| -------------- | ------------------------- | --- | -------------- | --- | ------------ |
| 15 de dezembro | Vitória de Setúbal        | I   | 1–1 (1-3 g.p.) | I   | Rio Ave      |
| 16 de dezembro | Clube Desportivo das Aves | II  | 2–2 (2-4 g.p.) | I   | Nacional     |
| 16 de dezembro | Amarante                  | CP  | 1–2            | I   | Arouca       |
| 16 de dezembro | Gil Vicente FC            | II  | 1–1 (4-3 g.p.) | II  | Portimonense |
| 16 de dezembro | Estoril                   | I   | 1–0            | II  | FC Penafiel  |
| 16 de dezembro | Feirense                  | II  | 0–1            | I   | FC Porto     |
| 16 de dezembro | SC Braga                  | I   | 4–3 (a.p.)     | I   | Sporting CP  |
| 17 de dezembro | Boavista FC               | I   | 1–0            | I   | Académica    |

## Quartos-de-Final
Participam nesta eliminatória as 8 equipas apuradas da eliminatória anterior. O sorteio teve lugar no dia 21 de dezembro de 2015, sem qualquer restrição. Os jogos foram disputados a 13 de janeiro de 2016.
| I Liga | II Liga | CP     | Distritais | Total   |
| ------ | ------- | ------ | ---------- | ------- |
| 7 / 18 | 1 / 19  | 0 / 78 | 0 / 40     | 8 / 155 |

| Dia do jogo   | Visitado       | Div | Res | Div | Visitante |
| ------------- | -------------- | --- | --- | --- | --------- |
| 13 de janeiro | Gil Vicente FC | II  | 1–0 | I   | Nacional  |
| 13 de janeiro | Rio Ave        | I   | 3–0 | I   | Estoril   |
| 13 de janeiro | SC Braga       | I   | 2–0 | I   | Arouca    |
| 13 de janeiro | Boavista FC    | I   | 0–1 | I   | FC Porto  |

## Fase Final
|  | Meias Finais | Meias Finais | Meias Finais | Meias Finais |   |       | Final | Final |
|  |              |              |              |              |   |       |       |       |
|  | Gil Vicente  | 0            | 0            | 0            |   |       |       |       |
|  | Porto        | 3            | 2            | 5            |   |       |       |       |
|  | Porto        | 3            | 2            | 5            |   | Porto | 2 (2) |       |
|  |              |              |              |              |   | Porto | 2 (2) |       |
|  |              | SC Braga     | 2 (4)        |              |   |       |       |       |
|  | SC Braga     | SC Braga     | 2 (4)        | 1            | 0 | 1     |       |       |
|  | SC Braga     |              |              | 1            | 0 | 1     |       |       |
|  | Rio Ave      | 0            | 0            | 0            |   |       |       |       |

## Meias-Finais
Participam nesta eliminatória as 4 equipas apuradas da eliminatória anterior. O sorteio teve lugar no dia 21 de dezembro de 2015, sem qualquer restrição. Os jogos serão disputados a 2 mãos, sendo a 1ª mão disputada a 3 e 4 de fevereiro de 2016 e a 2ª mão a 2 de março de 2016.
| I Liga | II Liga | CP     | Distritais | Total   |
| ------ | ------- | ------ | ---------- | ------- |
| 3 / 18 | 1 / 19  | 0 / 78 | 0 / 40     | 4 / 155 |

| Dia do jogo    | Visitado       | Div | Res | Div | Visitante |
| -------------- | -------------- | --- | --- | --- | --------- |
| 3 de fevereiro | Gil Vicente FC | II  | 0–3 | I   | FC Porto  |
| 4 de fevereiro | SC Braga       | I   | 1–0 | I   | Rio Ave   |

| Dia do jogo | Visitado | Div | Res | Div | Visitante      |
| ----------- | -------- | --- | --- | --- | -------------- |
| 2 de março  | Rio Ave  | I   | 0–0 | I   | SC Braga       |
| 2 de março  | FC Porto | I   | 2–0 | II  | Gil Vicente FC |

## Final
A Final foi disputada a 22 de maio de 2016 no Estádio Nacional.
| 22 de maio de 2016 | FC Porto              | 2 – 2     | SC Braga                  | Estádio Nacional, Jamor                               |
| 17:15              | André Silva 61' 90+1' | Relatório | 12' Rui Fonte · 58' Josué | Público: 35 390 Árbitro: Artur Soares Dias (AF Porto) |

|                                                      |       | Penalidades                             |  |
| Miguel Layún Héctor Herrera Rúben Neves Maxi Pereira | 2 – 4 | Pedro Santos Stojiljković Hassan Goiano |  |

## Campeão

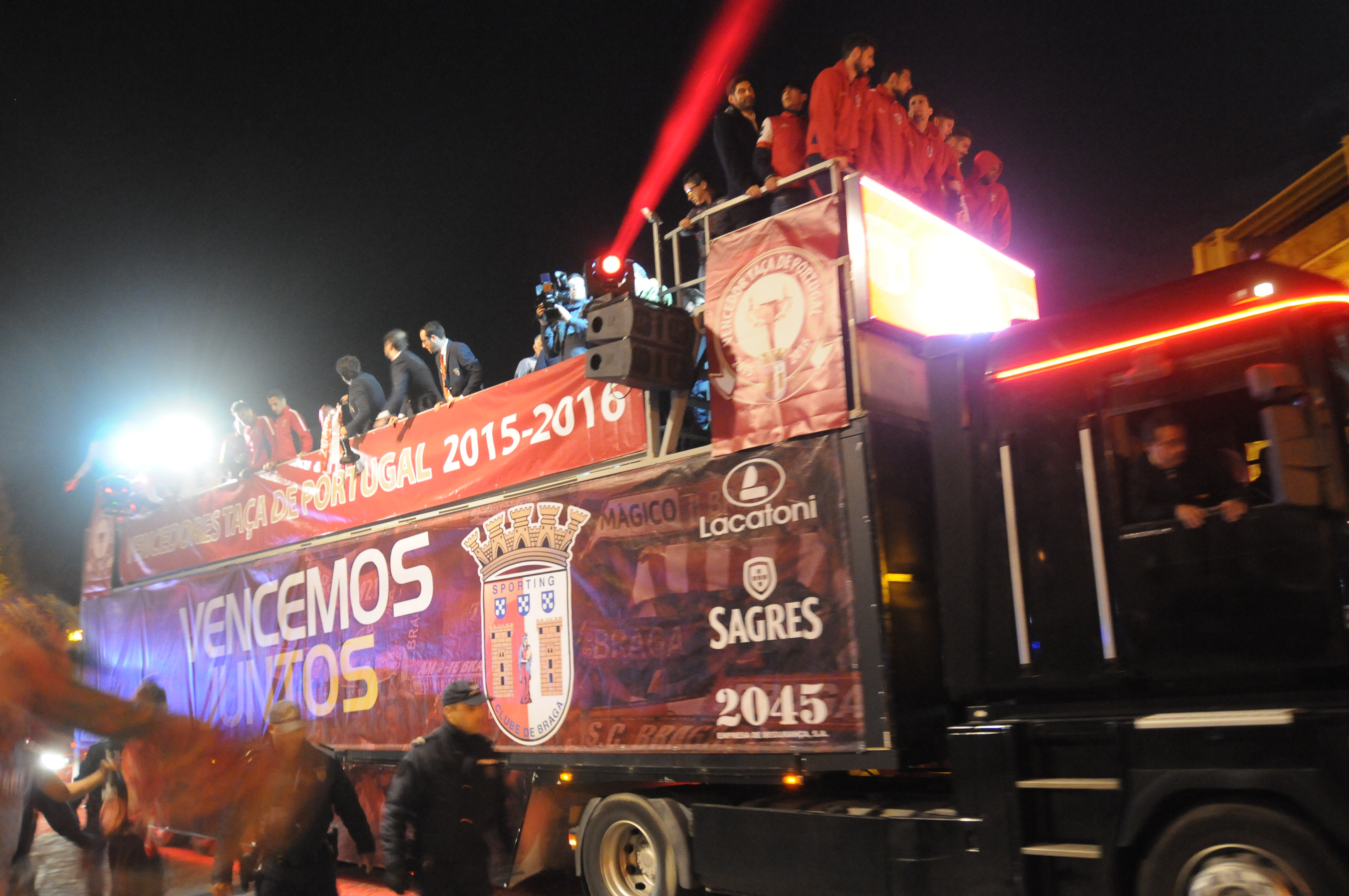
A equipa do Braga nos festejos

| Taça de Portugal 2015–16 |
| ------------------------ |
| Braga (2º Título)        |